# Flumride
Flumride är ett årligt återkommande studentevenemang för främst studenter med studentoverall, anordnat i Karlskrona på Blekinge tekniska högskola. Anordnare av tillställningen är Blekinge studentkår genom sexmästeriet i Karlskrona tillsammans med kvasiföreningen "Brutal-Akademien". Festligheten kan ses som en exponent för den specifika teknologstudentikosa kulturen. På Flumride anordnas bland annat världsmästerskap i caps.
Flumride har anordnats varje år i april sedan 1992.